# J2000
J2000 är en epok som används inom astronomin.
Den är den exakta julianska datumet 2451545.0 TT , eller 12.00 den 1 januari, 2000 GMT (Greenwich Mean Time). Detta motsvarar 1 januari 2000 11.58.55,816 UTC och 1 januari 2000, 11:59:27.816 TAI (International atomtid).
Eftersom stjärnornas rektascension och deklination ändras konstant på grund av jordaxelns precession (och för närbelägna stjärnor även egenrörelsen) specificerar astronomer alltid en positionsbestämmelse med en specifik epok. Juliansk epok används sedan 1984, där J2000.0 avser början av år 2000. Den tidigare epoken i allmänt bruk var B1950.0-epoken.